# Верх-Коптелка
Верх-Копте́лка (рос. Верх-Коптелка) — село у складі Тогульського району Алтайського краю, Росія. Входить до складу Старотогульської сільської ради.
Стара назва — Мала Коптелка.

## Населення
Населення — 85 осіб (2010; 204 у 2002).
Національний склад (станом на 2002 рік):
- росіяни — 95 %